# Clandarium
Clandarium là một chi rêu trong họ Scapaniaceae.